# Enoplognatha mandibularis
Enoplognatha mandibularis là một loài nhện trong họ Theridiidae.
Loài này thuộc chi Enoplognatha. Enoplognatha mandibularis được Hippolyte Lucas miêu tả năm 1846.